# Magdalena Lobnig
Magdalena Lobnig (Sankt Veit an der Glan, 19 de julho de 1989) é uma remadora austríaca.

## Carreira
Lobnig competiu nos Jogos Olímpicos de 2016, no Rio de Janeiro, onde competiu no skiff simples e finalizou em sexto lugar na final A.